# 九龍巴士286M線
九龍巴士286M線是香港已經停辦的巴士路線，循環來往馬鞍山市中心和鑽石山站，途經頌安邨、錦泰苑、亞公角及大老山隧道，停駛前只於星期一至五繁忙時間提供服務。

## 歷史
286M線於1997年11月2日投入服務，並於2001年1月14日繞經錦泰苑。2003年11月1日，此路線往鑽石山站方向繞經保泰街，並於保泰街海典灣對面增設中途站。2015年9月5日增設手機應用程式及網頁版到站時間預報。
港鐵屯馬綫一期通車後，286M線與之重疊。儘管鐵路車資較高昂，車程亦未見太大優勢，但此路線最繁忙半小時平均載客率仍由2019年10月的87.5%，下降至2020年6月的46.8%，乘客量下跌32.8%，運輸署遂建議286M線繁忙時段班次由15至20分鐘一班修訂為20至30分一班車。計劃雖遭部分區議員反對，但仍無阻此路線落實修訂班次的計劃。
為慈雲山巴士路線延長至新界東，2020年5月5月會議建議286M納入延長路線，九龍巴士表示會再考慮。2020年底，部分沙田區議員及黃大仙區議員曾召開聯合會議討論路線延長至慈雲山，以圖擴展服務範圍及列入交通及運輸委員會特別會議議程。運輸署認為乘客可在鑽石山轉乘多條小巴路線往返慈雲山，或者搭乘89C轉成3M，故此對延長路線的建議持保留態度。
至2021年5月，港鐵屯馬綫即將全綫通車，而當時286M線每日平均乘客量約2,000人次，最繁忙半小時內平均載客率約46.8%。運輸署認為當屯馬綫全面開通後，此路線的客量預計會維持偏低或進一步下跌，遂建議取消此路線服務，並預計在鐵路通車後約6個月落實。九巴更指自從屯馬綫全綫通車後，286M線繁忙時段載客率跌至不足30%，介乎大老山隧道至鑽石山站之一段更只有約10%，已降到符合取消路線的水平。
因2019冠狀病毒病疫情影響，286M線於2022年3月4日起暫時停駛，同年4月21日起恢復星期一至五06:30－08:00及17:30－19:00由馬鞍山市中心開出，每半小時一班之服務；6月6日起正式改為只於星期一至五繁忙時間提供服務，於06:30、07:00、18:00及18:30由馬鞍山市中心開出。
運輸署於《2024-2025年度巴士路線計劃》中，指出此路線最繁忙一小時內載客率僅為21%，上午及下午繁忙時間的載客率分別為19%及21%，即平均每班車約30人，惟當中近一半乘客為穿梭馬鞍山市中心與亞公角之間各站的區內短途客，遂再次建議取消此路線，並在2024年11月11日起實施。

## 服務時段及收費
停駛前服務時間是工作日的06:30、07:00、18:00、18:30，收費7.9。

## 用車
停駛前車輛共有2台雙層巴士。

## 路線

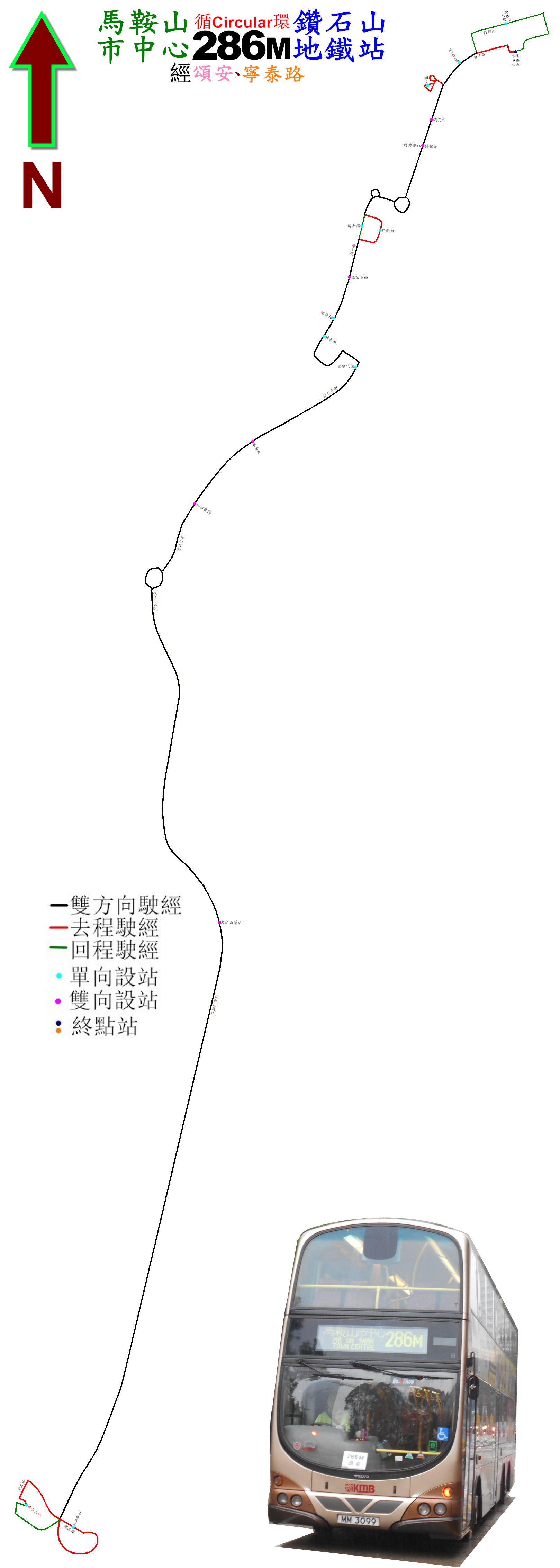
本線的走線圖

286M線停辦前由馬鞍山市中心開出，經西沙路、頌安邨通道、頌安巴士總站、頌安邨通道、西沙路、恒輝街、寧泰路、保泰街、寧泰路、恒泰路、恒信街、亞公角街、石門交匯處、大老山公路、大老山隧道、斧山道、鳳德道、龍蟠街、鑽石山站公共運輸交匯處、龍蟠街、大磡道、大老山隧道、大老山公路、石門交匯處、亞公角街、恒信街、恒泰路、寧泰路、恒輝街、西沙路、鞍源街、鞍駿街、鞍超街及西沙路折返馬鞍山市中心，具體停站請參考資訊框。